# Dominic Dobson
Dominic Dobson, född den 14 september 1957 i Stuttgart, Västtyskland, är en amerikansk racerförare. 

## Racingkarriär
Dobson föddes i Stuttgart, men flyttade redan som liten till hans föräldrars hemland USA och Seattle. Han jobbade på en körskola på Sears Point Raceway i början av 1980-talet, innan han själv började tävla professionellt. 1985 gjorde han debut i PPG IndyCar World Series, där han skulle tävla till och från under några år. Han körde för ett eget team under 1987 och 1988 helt utan framgångar, men gjorde bättre insatser i Bayside Racing under delar av säsongen 1989. Det gjorde att Dobson kunde få kontrakt för hela säsongen 1990, där han tävlade för Bruce Leven Racing. Ett par åttondeplatser räckte inte för att få något kontrakt med något stall för hela säsongen 1991, och under de kommande tre åren var han begränsad till enstaka inhopp. Han körde sin andra och sista hela säsong 1994, där han slutade på artonde plats i mästerskapet för PacWest Racing. Han tog en sensationell tredjeplats i Michigan 500, sedan bara sex bilar tagit sig i mål. Frånsett ett kort inhopp i NASCAR Craftsman Truck Series var Dobsons karriär därefter över.